# Battaglia di Camerone
La battaglia di Camerone fu uno scontro armato avvenuto in Messico che coinvolse la Legione straniera francese, durante l'intervento francese in Messico che, dal 1861 al 1867, portò Massimiliano d'Asburgo a regnare in quel Paese fino alla sua fucilazione in seguito alla sconfitta delle truppe francesi da parte di Benito Juárez.

## Storia

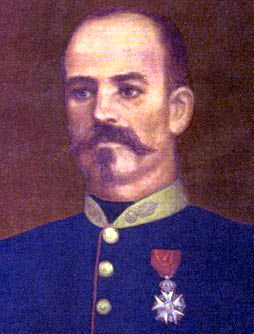
Il capitano Danjou

Un reggimento della Legione era sbarcato in Messico il 26 marzo 1863 a Veracruz. Il 30 aprile 1863, nel villaggio di Camarón de Tejeda, La 3ª compagnia del 1º battaglione di stanza a Chiquihuite comandata dal capitano Jean Danjou, dopo essersi riparata in una fattoria abbandonata, fu attaccata e decimata dai patrioti messicani, guidati dal colonnello Francisco de Paula Milán.
Quella sconfitta è tutt'oggi ricordata come la festa del Corpo e la cerimonia della battaglia di Camerone si celebra a Aubagne.